# Sericu, Teleorman
Sericu este un sat în comuna Blejești din județul Teleorman, Muntenia, România. Se află în partea de nord-est a județului,  în Câmpia Găvanu-Burdea. La recensământul din 2002 avea o populație de 462 locuitori.